# Olympische Sommerspiele 1976/Teilnehmer (Panama)
| Gelbes Symbol für Goldmedaillen mit stilisierten Olympischen Ringen | Graues Symbol für Silbermedaillen mit stilisierten Olympischen Ringen | Braundes Symbol für Bronzemedaillen mit stilisierten Olympischen Ringen |
| ------------------------------------------------------------------- | --------------------------------------------------------------------- | ----------------------------------------------------------------------- |
| —                                                                   | —                                                                     | —                                                                       |

Panama nahm an den Olympischen Sommerspielen 1976 in Montreal, Kanada, mit einer Delegation von acht Sportlern (sieben Männer und eine Frau) teil.

## Teilnehmer nach Sportarten

### Gewichtheben
- Narcisco Orán
Fliegengewicht: 12. Platz

- Pablo Justiniani
Leichtschwergewicht: 11. Platz

### Judo
- Jorge Comrie
Halbschwergewicht: 12. Platz

### Leichtathletik
- Guy Abrahams
100 Meter: 5. Platz
200 Meter: Halbfinale

### Ringen
- Segundo Olmedo
Leichtgewicht, Freistil: 2. Runde

### Schwimmen
- Gianni Versari
100 Meter Freistil: Vorläufe
200 Meter Freistil: Vorläufe

- Carlos González
100 Meter Schmetterling: Vorläufe
200 Meter Schmetterling: Vorläufe

- Georgina Osorio
Frauen, 100 Meter Freistil: Vorläufe
Frauen, 200 Meter Freistil: Vorläufe
Frauen, 400 Meter Freistil: Vorläufe